# Хрещатий Яр (село)
Хрещатий Яр (до 2024 року — Червоні Яри) — село в Україні, в Таращанській міській громаді Білоцерківського району Київської області. Населення становить 242 осіб.

## Історія
У ХІХ столітті село називалося Хрещатий Яр Таращанського повіту Київської губернії. Похилевич Л. І. у «Сказання про населені місцевості Київської губернії» розповідав про село Хрещатий Яр таке: село в 10-ти верстах захід від міста Тараща та в 2-х від села Миколаївки. Назва село отримало від місцевості, яка утворюється глибокими ярами, хрестоподібно пересічними. Яри впадають через село Чернин в річку Насташки; вода в них буває тільки в сиру пору року. Село називається також навколишніми жителями Христинівка і Скаржинівка. Перша назва запозичена від місцевості, а друге дано на початку минулого століття, на прізвище Скаржинського, який служив при старостах Білоцерківських і оселяється тут за дорученням їх шляхту, переселяються з Литви. Жителів обох статей 718, з яких лише 178 селян. Решта вільного стану, здебільшого з польської шляхти латинствующих коментарі.
Церква св. Миколи велика, дерев'яна, в 5-ти куполах, 7-го класу; землі має указное пропорцію, побудована в 1804 році. Першу визначності в ній становить Чудотворні образ св. Миколи. Йому приписується чудесно обновилася в першій половині минулого століття, в бідній хатині, в день св. Великодня. У 1791 році, за збереженим в унітской церкви звичаєм щодо чудотворних ікон, видані від тодішнього Папи Римського Пія VI на пергаменті дві латинські індульгенції від 13-го і 15-го травня, з яких в першій полягає Благодатне дозвіл притекающим до образу прочан від гріхів в цьому житті, а другий — очищення від гріхів в майбутньому столітті. Обидві індульгенції, засвідчені підписами унітского митрополита Феодосія Ростоцького, зберігаються в церкві, як історична рідкість. Існуюча в минулому столітті Хрещатицька церква була побудована 1750 року.
За радянської влади село отримало назву Червоні Яри.
19 вересня 2024 року Верховна Рада підтримала повернення історичної назви села Червоні Яри на Хрещатий Яр. 26 вересня 2024 року перейменування набуло чинності.

## Відомі люди
- Архієпископ Питирим (1944 —) — (в миру Микола Петрович Старинський) архієпископ Миколаївський та Вознесенський[4][5]. Нагорожен Орденом «За заслуги» II ступню (Україна, 20 вересня 2012 рік)) — за вагомий особистий внесок в соціально-економічне, культурно-освітній розвиток Миколаївської області, високий професіоналізм, багаторічну сумлінну працю та з нагоди 75-річчя утворення області[6]. та 'Орденом преподобного Сергія Радонезького ІІ ступеню (2004 рік)[4].